# 千田氏
千田氏（ちだし）は、日本の氏族。良文流房総平氏のうち下総国千田荘を拠点とした一族で、千葉氏の嫡流である。

## 概要
治承4年（1180年）石橋山の戦いに敗れた源頼朝が房総に逃れた際、千葉常胤の嫡孫成胤が、千余騎を率いて千葉荘に侵入した千田荘の領家藤原親政をわずか七騎で迎え撃ち生虜にしたことが治承・寿永の乱を制する原動力となった。
治承・寿永の乱の後千田荘は八幡荘とともに千葉氏の拠点所領となり、成胤の娘である千田尼から甥の泰胤、その娘から宗胤へと継承された。そして宗胤が、文永の役の負傷がもとで建治元年（1275年）に肥前国小城郡で没した父頼胤に代わって九州に赴いた間に、千葉氏の家督を弟の胤宗に横領されてしまった。
その後宗胤も九州で没したが、宗胤の子胤貞は折りしも勃発した南北朝の戦いに際して北朝方につき、建武2年（1335年）には千葉氏の家督を賭けて胤宗の子貞胤の本拠千葉荘を攻めた。これに対し貞胤方は胤貞の本拠である千田荘を蹂躙しこの騒乱は下総国中に波及したという。南朝方の新田義貞の軍に属した貞胤は、建武3年（1336年）10月に越前国木ノ芽峠で足利尊氏軍の斯波高経に降伏した。だが胤貞は下総への帰途同年11月19日に三河国で病没し、降伏した貞胤は北朝方に寝返って胤宗の子孫が千葉氏宗家を称した。そのため肥前国小城郡にあった宗胤の次男胤泰は九州千葉氏として活路を見出したが、宗家の地位を失った千田氏はその後衰退していった。
暦応年間（1338年から1342年）には千田重親（中務小輔）が奥州の葛西氏のもとへ下向し、桃生郡太田城（現在の宮城県石巻市）に住んでいる。この後、室町から戦国期にかけて北上川流域（現在の宮城県北部から岩手県南部）に勢力を拡大した。
天正18年（1590年）、豊臣秀吉による奥州仕置により奥州千田氏は主君と共に改易され、伊達領と南部領に移った。江戸時代に入ると仙台藩領の千田氏は伊達政宗から胆沢郡大肝煎に任ぜられ、半士半農の郷士となっている。

## 系図
```
 
千葉泰胤
（千田次郎）
　　┃
 　 娘（
千葉頼胤
室）
　　┣━━━━━━━━━━━━┓
 　
宗胤
　　　　　　　　　　　
胤宗

　　┣━━━━━━┓　　　　　┃
 　
胤貞
　　　　　
胤泰
　　　　
貞胤

　　┣━━┓（
九州千葉氏
）（
千葉氏
）
　 
胤平
　
胤継

　　　　　┃
 　　　　
胤氏
```